# Faro di Marina di Carrara
Il faro di Marina di Carrara è un faro marittimo del mar Ligure che si trova a Marina di Carrara, nel territorio comunale di Carrara, presso la radice del molo di ponente del porto di Marina di Carrara. Ad alimentazione elettrica e a ottica fissa, è dotato di una lampada alogena principale da 1000 W che emette un lampo bianco ogni 3 secondi della portata di 17 miglia nautiche e una lampada LABI di riserva da 100 W della portata di 12 miglia nautiche.

## Storia
L'infrastruttura della Marina Militare, al 2014 ancora presidiata, entrò in funzione nel 1956.

## Architettura
Il complesso è costituito da una torre a sezione quadrangolare in muratura bianca, con galleria interna, che culmina con una terrazza sommitale su cui poggia la lanterna metallica a sezione circolare. La torre si eleva all'angolo sud-occidentale di un fabbricato a pianta rettangolare, disposto su due livelli, che ospita il personale di servizio.